# مقادیر جداشده با ویرگول
مقادیر جداشده با کاما (به انگلیسی: Comma-separated values) یا سی‌اِس‌وی CSV نام یک قالب برای پرونده‌های متنی است که در آن مقادیر با استفاده از حائل کاما (,) از یکدیگر جدا می‌شوند. پرونده‌هایی که از این قالب‌بندی تبعیت می‌کنند را می‌توان با استفاده از اکسل باز نمود. سی‌اِس‌وی یکی از راه‌های پرطرفدار برای تبادل اطلاعات بین صفحه‌های گسترده است و توسط بسیاری از نرم‌افزارهای مدیریت پایگاه داده نیز قابل استفاده است.
با توجه به اینکه از کاما برای جداکردن مقادیر استفاده می‌شود، در صورتی که مقادیر نیز شامل این نویسه باشند (مانند استفاده از کاما به عنوان جداکنندهٔ هزارگان در برخی زبان‌های اروپایی) باید به روشی تفاوت این دو را مشخص کرد. معمولاً برای رفع این مشکل مقادیر دارای کاما را درون «علامت گفتاورد» قرار می‌دهند. اما به گاهی فیلدها به غیر از کاما شامل " نیز هستند. این مشکلات باعث شده که گاهی نرم‌افزارها قادر نباشند این فرمت را به درستی بخوانند.
زبان‌های برنامه‌نویسی پایتون و پرل در کتابخانه‌های استاندارد خود دارای توابعی برای خواندن و نوشتن این پرونده‌ها هستند.

## آراف‌سی ۴۱۸۰
این قالب پرونده هرگز استاندارد رسمی نداشته‌است اما توصیفی از این قالب در RFC 4180 آمده و MIME آن "text/csv" مشخص شده‌است. مطابق این توصیف:
1. هر خط باید شامل یک رکورد باشد و پایان خطوط با خط‌شکن (CRLF) مشخص می‌شوند.
2. رکورد پایانی می‌تواند خط‌شکن نداشته باشد.
3. خط اول می‌تواند مشخص‌کننده عنوان ستون‌ها باشد و باید دارای تعداد یکسانی فیلد با دیگر خطوط باشد. وجود یا عدم وجود این خط باید در مایم با استفاده از پارامتر "header" مشخص شود.
4. مقادیر فیلدهای هر رکورد به وسیلهٔ کاما جدا می‌شوند. فاصله‌ها را نباید نادیده گرفت. پس از آخرین فیلد هر رکورد نباید کاما بیاید.
5. فیلدهای می‌توانند داخل دابل‌کوتیشین قرار بگیرند یا نگیرند، ولی اگر قرار نگیرند، مقادیر فیلدها نباید شامل این نویسه باشد.
6. کلیهٔ فیلدهایی که دارای خط‌شکن (CRLF)، دابل‌کوتیشین (") یا کاما (,) باشند باید در داخل "" قرار بگیرند.
7. اگر یک مقدار یک فیلد شامل " باشد، باید با گذاشتن یک " دیگر در پیش از آن، از آن گریز کرد.